# Artur Pinheiro
Artur Jorge Pinheiro Trigueiros (Madrid, 17 gennaio 1993) è un giocatore di football americano spagnolo con cittadinanza portoghese, che gioca come defensive tackle per i Barcelona Dragons.
Ha iniziato a giocare con gli Osos de Rivas, per poi trasferirsi in Finlandia (inizialmente ai Lohja Lions, poi ai Kotka Eagles e in seguito ai Kuopio Steelers); nel 2021 torna agli Osos e da lì passa una prima volta nel campionato semiprofessionistico ELF, ai Barcelona Dragons. Successivamente disputa la LFA, campionato professionistico messicano, con i Monterrey Fundidores, per poi tornare in Finlandia ai Seinäjoki Crocodiles e nuovamente in ELF (prima ai polacchi Panthers Wrocław, poi di nuovo ai Dragons).

## Palmarès

### Club
- 1 Tazon Mexico (Monterrey Fundidores: 2022)
- 1 Vaahteramalja (Kuopio Steelers: 2020)
- 1 Tinamalja (Lohja Lions: 2017)